# Hansa (Schiff, 1899–1944)
Die Hansa war ein 1899 in Dienst gestelltes Passagierschiff der schwedischen Reederei Ångfartygs AB Gotland, das 45 Jahre lang Passagiere und Fracht in einem regelmäßigen Linienverkehr zwischen Stockholm und Visby auf der schwedischen Ostseeinsel Gotland beförderte. Am 24. November 1944 wurde die unbewaffnete Hansa von dem sowjetischen U-Boot L 21 vor Gotland torpediert und sank innerhalb weniger Minuten. Nur zwei der 86 Menschen an Bord überlebten das Unglück.

## Das Schiff

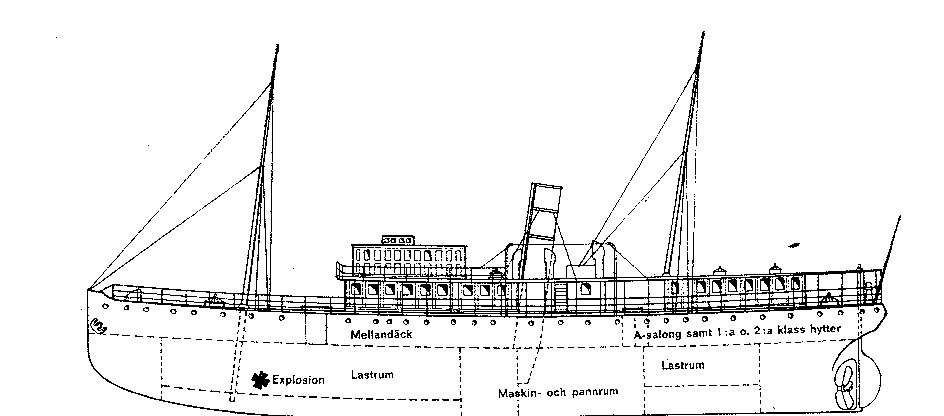
Aus der Zeitschrift Tidskrift i Sjöväsendet (1963).

Das Dampfschiff Hansa wurde 1899 von der Werft William Lindbergs in Stockholm für die in Visby auf Gotland ansässige Reederei Ångfartygs AB Gotland gebaut. Ihr Design wurde dem einer Luxusyacht nachempfunden. Im Speisesaal hatten 40 Gäste Platz. Die Kabinen und Aufenthaltsräume waren mit Mahagoni und Walnuss getäfelt sowie mit Messingarbeiten und runden Oberlichtern ausgestattet.
Während ihrer gesamten Dienstzeit war die Hansa im Passagierverkehr auf der Route Stockholm – Nynäshamn – Visby eingesetzt. In den 1930er Jahren lief sie aber auch die Häfen von Danzig, Reval und Riga an.
Durch Umbaumaßnahmen im Jahr 1904 verlängerte sich der Rumpf der Hansa von 41,9 auf 47,9 m, wodurch sich der Rauminhalt von ursprünglich 475 BRT auf 563 BRT erhöhte.

## Versenkung
Zum Zeitpunkt der Versenkung, im Herbst 1944, war die Handelsschifffahrt zwischen Schweden und Deutschland eingestellt worden, so dass es diesbezüglich keine Angriffsziele mehr für sowjetische U-Boote gab.
Am Abend des 23. November 1944, einem Donnerstag, verließ die Hansa den Hafen von Nynäshamn zu einer weiteren Überfahrt nach Visby, wo sie um 07.30 Uhr am darauf folgenden Morgen einlaufen sollte. An Bord befanden sich 23 Besatzungsmitglieder und 63 Passagiere, das Kommando hatte Kapitän Martin Klinberg. Sie war auf dieser Fahrt ausgebucht. Aus südöstlicher Richtung kreuzten starke Winde den Kurs der Hansa, zudem herrschte hoher Wellengang. Das Schiff hatte 2,5 Tonnen des schlag- und wärmeempfindlichen Trinitroanisol-Sprengstoffs an Bord, weit mehr als die 500 kg, die erlaubt waren.
Um 00:55 Uhr morgens am 24. November passierte die Hansa den Leuchtturm von Landsorts. Um 01:55 Uhr begegnete die Hansa auf halbem Wege der Gute, einem Schiff derselben Reederei. Es wurden Lichtsignale ausgetauscht. Das Schiff war hell erleuchtet, zudem war die schwedische Flagge gut sichtbar. Wegen der schweren See fuhr die Hansa mit einer Geschwindigkeit von acht Knoten.
Um 05.57 Uhr befand sich das Schiff nordwestlich vor dem Stenkirkahuk an der Küste von Gotland, als eine Explosion das Schiff erschütterte. Die Hansa stoppte daraufhin. Die Hansa bekam eine deutliche Schlagseite. Der Bug wurde durch die Explosion abgetrennt und die Kommandobrücke zerstört.
Die Hansa sank innerhalb weniger Minuten und viele Passagiere sprangen über Bord. Nur zwei Menschen, der Dritte Offizier Arne Thuresson und der Passagier Arne Mohlin, der spätere Stabschef des schwedischen Heers, überlebten das Sinken des Schiffs. Sie kletterten auf ein Rettungsfloß und harrten stundenlang im eiskalten Wasser aus. Eine Stunde nach Einbruch der Morgendämmerung machten die beiden Männer eine Douglas DC-3 mit einer Notrakete auf sich aufmerksam. Das Flugzeug dirigierte die beiden schwedischen Minensuchboote Landsort und Arholma zu den Schiffbrüchigen, die sie schließlich aufnahmen und nach Visby brachten. Die beiden Männer sagten später aus, das U-Boot habe den Unglücksort noch einige Zeit nach der Versenkung mit Suchscheinwerfern abgesucht.
Nach der Versenkung der Hansa wurde allen Linienschiffen mit Ziel Gotland ein Geleitschutz in Form von Zerstörern und Minenräumern zur Verfügung gestellt.

## Das U-Boot
Spätere Untersuchungen ergaben, dass sowjetische U-Boot L 21 der Leninets-Klasse unter dem Kommando von Kapitän Sergej Sergejewitsch Mogilevskij der Angreifer gewesen war. Das U-Boot war 1938–1940 in Leningrad erbaut worden, dort 1942 durch deutsche Flieger versenkt, aber gehoben und 1943 wieder in Dienst gestellte worden. Es hatte sich zum Zeitpunkt des Angriffs auf die Hansa bereits fast zwei Wochen auf See befunden.
Mogilevskij hatte das Schiff um 04.00 Uhr am Morgen des 24. November gesichtet und, obwohl es als schwedisches Schiff gekennzeichnet war und in schwedischen Gewässern fuhr, als legitimes Ziel erachtet. Im Logbuch vermerkte er, dass das Schiff auf der üblichen Route dampfte, die von Handelsschiffen genutzt wurde, die Rohstoffe nach Deutschland brachten. Er versetzte sein U-Boot daraufhin in Alarmbereitschaft und ließ es für einen Überwasserangriff in Position bringen. Die ersten drei Torpedos gingen ins Leere, erst der vierte traf den Dampfer am Bug unterhalb des ersten Masts. Anschließend nahm L 21 Kurs auf Turku.

## Das Wrack
Das Wrack der Hansa wurde 1988 von den Schiffen Belos und Altair des Swedish Navy Diving Center gefunden. Es liegt auf Position 57° 54′ N, 18° 12′ O in etwa 100 m Tiefe. Der Bug liegt 30 m hinter dem Hauptteil des Schiffskörpers. Das Wrack konnte mittels eines ferngesteuerten Unterwasserfahrzeugs untersucht werden.